# Côte-Nord
Côte-Nord és una regió administrativa del nord-est del Quebec situada entre la província de Terranova i Labrador i Saguenay. La població es concentra sobretot a la riba del riu Sant Llorenç. L'economia de la Côte-Nord es basa principalment en la pesca, la silvicultura i la mineria. Està dividida en 5 municipalitats regionals de comtat (MRC) i 52 municipalitats.

## Demografia
- Població: 96 423 (2005)
- Superfície: 236 700 km²
- Densitat: 0,4 hab./km²
- Taxa de natalitat: 9,7‰ (2005)
- Taxa de mortalitat: 6,3‰ (2005)[1]

## Municipalitats autòctones
- Reserva índia de Betsiamites
- Reserva índia d'Essipit
- Terra reservada naskapi de Kawawachikamach
- Reserva índia de La Romaine
- Reserva índia de Maliotenam
- Reserva índia de Matimekosh
- Reserva índia de Mingan
- Reserva índia de Natashquan
- Reserva índia d'Uashat